# Manuela Mölgg
Manuela Mölgg (* 28. August 1983 in Bruneck) ist eine ehemalige italienische Skirennläuferin. Die  Südtirolerin fuhr hauptsächlich in den Disziplinen Riesenslalom und Slalom. Ihr älterer Bruder Manfred Mölgg gehörte ebenfalls der italienischen Skinationalmannschaft an.

## Biografie
Mölgg begann im Alter von vier Jahren mit dem Skisport. Gefördert von ihrem Onkel Marco Kaneider und ihrem Trainer Roman Erlacher schaffte sie 1999 den Sprung in den Südtiroler Landeskader. Seit 2000 gehört sie der italienischen Skinationalmannschaft an: 2000 bis 2002 dem C-Kader, ab 2002 dem A-Kader. FIS-Rennen bestritt Mölgg ab Dezember 1998, der erste Einsatz im Europacup folgte im Februar 2000. Ihr Debüt im Weltcup hatte sie am 15. Dezember 2000 im Riesenslalom von Limone Piemonte, wo sie sich nicht für den zweiten Lauf qualifizieren konnte. Einen Weltcuppunkt holte sie erstmals am 29. November 2002 mit Platz 30 im Riesenslalom von Aspen. Genau einen Monat später gelang ihr mit Platz 9 im Slalom am Semmering die erste Top-10-Platzierung. In der darauf folgenden Weltcupsaison 2003/04 blieben zwei zwölfte Plätze ihre besten Ergebnisse.
Am 28. November 2004 überraschte Mölgg mit dem zweiten Platz im Slalom von Aspen hinter der Finnin Tanja Poutiainen, dies war gleichbedeutend mit der ersten Weltcup-Podestplatzierung. In den zwei folgenden Wintern konnte Mölgg nur sporadisch an diese Leistungen anknüpfen und fuhr je zweimal unter die besten zehn. Im Winter 2007/08 wurde sie im Weltcup zweimal Zweite und einmal Dritte, womit sie den dritten Rang in der Riesenslalom-Disziplinenwertung belegte. Mehrere Male blieb Mölgg ein Sieg nur um wenige Hundertstelsekunden verwehrt oder sie verspielte eine Führung nach dem ersten Lauf. Sie hatte daraufhin das Image einer Rennläuferin, die einfach nicht gewinnen kann. Exemplarisch dafür war die Saison 2008/09, als sie beim Weltcup-Riesenslalom von La Molina mit 0,02 Sekunden Rückstand Zweite wurde, oder bei den Weltmeisterschaften 2009 in Val-d’Isère, als sie im Slalom nach dem ersten Lauf führte und im zweiten Lauf kurz vor dem Ziel ausschied.
Auch in der Weltcupsaison 2009/10 blieb Mölgg ein Sieg verwehrt; bestes Ergebnis war ein zweiter Platz im Riesenslalom von Lienz mit fünf Hundertstelsekunden Rückstand. Bei den Olympischen Winterspielen 2010 verpasste sie sowohl im Slalom als auch im Riesenslalom die Top 10. Zum Auftakt der Saison 2010/11 fuhr sie im Riesenslalom von Sölden auf den dritten Platz. Im weiteren Verlauf des Winters hatte sie bei insgesamt 15 Starts insgesamt sieben Ausfälle zu verzeichnen. Zwei sechste Plätze bei den Weltmeisterschaften 2011 in Garmisch-Partenkirchen waren gleichbedeutend mit den besten Ergebnissen ihrer Karriere bei Titelkämpfen. In der eher durchwachsenen Weltcupsaison 2011/12 standen vier Ergebnisse unter den besten zehn zu Buche, aber auch acht Ausfälle.
In den folgenden drei Wintern blieb die Ausfallquote hoch: Mölgg schied in fast der Hälfte aller Weltcuprennen aus, in denen sie an den Start ging, wobei Top-10-Ergebnisse selten waren. Für die Olympischen Winterspiele 2014 konnte sie sich nicht qualifizieren. Im Weltcupwinter 2015/16 zeichnete sich allmählich eine Verbesserung ab. Beispielsweise erzielte sie am 27. November 2015 im Riesenslalom von Aspen den vierten Platz. Nach fast sechs Jahren ohne Podestplatzierung erreichte Mölgg am 27. Dezember 2016 im Riesenslalom am Semmering den dritten Platz. Im weiteren Verlauf der Saison 2016/17 kamen drei weitere Top-10-Ergebnisse sowie ein sechster Platz im Riesenslalom der Weltmeisterschaften 2017 in St. Moritz hinzu.
Zu Beginn der Weltcupsaison 2017/18 erreichte Mölgg fast wieder die Stärke früherer Jahre: In den Riesenslaloms von Sölden, Killington und Courchevel fuhr sie jeweils auf den dritten Platz. Jedoch blieb ihr auch bei den Olympischen Winterspielen 2018 in Pyeongchang ein Medaillengewinn verwehrt: Im Riesenslalom führte sie etwas überraschend nach dem ersten Lauf, verbremste aber den zweiten Lauf völlig und fiel noch auf den achten Platz zurück. Am 18. März 2018 gab Mölgg nach 17 Jahren und insgesamt 283 Weltcuprennen ihren Rücktritt vom Skirennsport bekannt.

## Privates
Manuela Mölgg ist die Cousine des österreichischen Schauspielers Robert Palfrader. Gemeinsam mit ihrem Bruder Manfred Mölgg betreibt sie das Hotel MÖLGG. Dolomites Residence in St. Vigil. Sie ist mit dem Skirennläufer Werner Heel liiert. Das Paar hat zwei Kinder (* 2021, 2025).

## Erfolge

### Olympische Spiele
- Turin 2006: 19. Slalom
- Vancouver 2010: 11. Slalom, 17. Riesenslalom
- Pyeongchang 2018: 8. Riesenslalom, 23. Slalom

### Weltmeisterschaften
- St. Moritz 2003: 7. Riesenslalom, 15. Slalom
- Åre 2007: 11. Riesenslalom, 20. Slalom
- Garmisch-Partenkirchen 2011: 6. Riesenslalom, 6. Slalom
- Schladming 2013: 11. Riesenslalom, 25. Slalom
- Vail 2015: 20. Riesenslalom
- St. Moritz 2017: 6. Riesenslalom

### Weltcup
- 24 Platzierungen unter den besten fünf, davon 14 Podestplätze

### Weltcupwertungen
| Saison  | Gesamt | Gesamt | Super-G | Super-G | Riesenslalom | Riesenslalom | Slalom | Slalom | Kombination | Kombination |
| Saison  | Platz  | Punkte | Platz   | Punkte  | Platz        | Punkte       | Platz  | Punkte | Platz       | Punkte      |
| ------- | ------ | ------ | ------- | ------- | ------------ | ------------ | ------ | ------ | ----------- | ----------- |
| 2002/03 | 57.    | 103    | 54.     | 1       | 34.          | 32           | 33.    | 46     | 11.         | 24          |
| 2003/04 | 59.    | 113    | –       | –       | 22.          | 83           | 40.    | 30     | –           | –           |
| 2004/05 | 35.    | 203    | –       | –       | 26.          | 68           | 17.    | 135    | –           | –           |
| 2005/06 | 39.    | 190    | –       | –       | 19.          | 128          | 26.    | 51     | 28.         | 11          |
| 2006/07 | 23.    | 314    | –       | –       | 8.           | 200          | 19.    | 114    | –           | –           |
| 2007/08 | 18.    | 453    | –       | –       | 3.           | 359          | 21.    | 94     | –           | –           |
| 2008/09 | 15.    | 444    | –       | –       | 5.           | 301          | 15.    | 143    | –           | –           |
| 2009/10 | 22.    | 342    | –       | –       | 7.           | 229          | 15.    | 113    | –           | –           |
| 2010/11 | 22.    | 309    | –       | –       | 14.          | 127          | 9.     | 182    | –           | –           |
| 2011/12 | 29.    | 285    | –       | –       | 22.          | 101          | 13.    | 184    | –           | –           |
| 2012/13 | 72.    | 66     | –       | –       | 35.          | 35           | 40.    | 31     | –           | –           |
| 2013/14 | 46.    | 138    | –       | –       | 18.          | 124          | 41.    | 14     | –           | –           |
| 2014/15 | 39.    | 164    | –       | –       | 17.          | 104          | 25.    | 60     | –           | –           |
| 2015/16 | 40.    | 238    | –       | –       | 15.          | 170          | 26.    | 68     | –           | –           |
| 2016/17 | 30.    | 289    | –       | –       | 9.           | 236          | 27.    | 53     | –           | –           |
| 2017/18 | 32.    | 282    | –       | –       | 7.           | 248          | 36.    | 34     | –           | –           |

### Europacup
- 10 Platzierungen unter den besten zehn, davon 2 Siege:

| Datum             | Ort            | Land    | Disziplin    |
| ----------------- | -------------- | ------- | ------------ |
| 29. Januar 2004   | Abetone        | Italien | Riesenslalom |
| 19. Dezember 2009 | Pozza di Fassa | Italien | Slalom       |

### Juniorenweltmeisterschaften
- Verbier 2001: 28. Abfahrt, 30. Super-G
- Tarvisio 2002: 10. Slalom, 12. Super-G, 14. Abfahrt

### Weitere Erfolge
- 3 italienische Meistertitel: Riesenslalom 2002 und 2006, Slalom 2006
- 8 Siege in FIS-Rennen